# Vasile Tonoiu
Vasile Tonoiu (n. 3 februarie 1941, Corbeni, România – d. 9 iunie 2023) a fost un filozof român, profesor de filozofie la Facultatea de Filozofie a Universității din București, membru titular (din 2003) al Academiei Române.

## Traduceri
- Alexandre Koyre, traducere Vasile Tonoiu și Anca Baluta-Skultely, De la lumea închisă a universului infinit, București, Humanitas, 1997;
- Gaston Bachelard, traducere Vasile Tonoiu, Dialectica spiritului științific modern, București, Editura Științificǎ și Enciclopedicǎ, 1986;
- Paul Ricoeur, traducere Vasile Tonoiu, Eseuri de hermeneutică, București, Humanitas, 1995.

## Opere
- Idoneismul filosofie a deschiderii, București, Editura Politicǎ, 1972
- Dialectică și relativism, București, Editura Științificǎ și Enciclopedicǎ, 1978
- Ontologii arhaice în actualitate, București, Ed. Științifică și Enciclopedică, 1989
- Dialog filozofic și filozofie a dialogului, București, Editura Științificǎ, 1997
- In cautarea unei paradigme a complexitatii, Editura Iri, 1997
- Ințelepciune versus filosofie, București, Editura Academiei Române, 2007
- Altfel de proze, seria Filozofie, Editura Paideia, ISBN 973-596-700-0